# Paranothrotes ocellatus
Paranothrotes ocellatus är en insektsart som beskrevs av Leo L. Mishchenko 1951. Paranothrotes ocellatus ingår i släktet Paranothrotes och familjen Pamphagidae. Inga underarter finns listade i Catalogue of Life.